# Assedio di Vienna (1485)

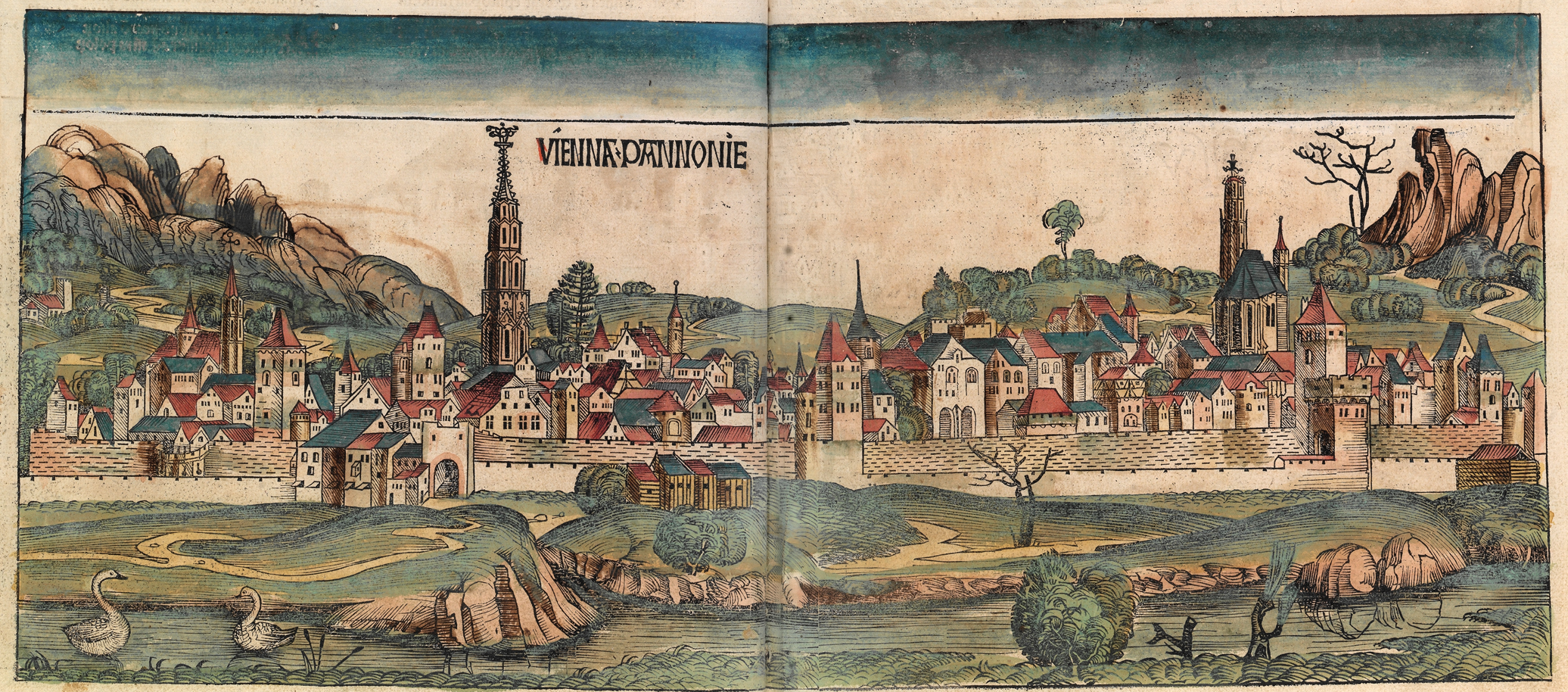
Vienna nel 1493

L'assedio di Vienna del 1485 fu l'assedio decisivo della guerra austro-ungherese avvenuto nel 1485. Esso fu la conseguenza del conflitto sorto tra Federico III e Mattia Corvino. La caduta di Vienna significò l'emergere della potenza ungherese, ma per breve tempo, e cioè sino alla morte di Mattia Corvino nel 1490. Il sovrano ad ogni modo poté spostare la sua corte reale nella nuova città occupata.

## L'assedio
Nell'anno 1483–84 Vienna era già tagliata al di fuori dal Sacro Romano Impero per il fatto che le sue fortezze concentriche difensive, tra cui quelle di Korneuburg, Bruck, Hainburg e Kaiserebersdorf, erano cadute. Uno dei combattimenti più rilevanti fu la Battaglia di Leitzersdorf che rese possibile l'assedio l'anno successivo. La città era devastata dalla carestia, anche se l'imperatore Federico III riuscì ad inviare alcuni rifornimenti vitali tramite sedici vascelli che raggiunsero la città tramite il Danubio. Il 15 gennaio, Mattia chiese alla città di arrendersi, ma il capitano von Wulfestorff si rifiutò di cedere nella speranza che le forze d'aiuto imperiali giungessero per tempo. Tutto era pronto per l'assedio e perciò Mattia attaccò la fortezza di Kaiserebersdorf, dove divenne obbiettivo di un tentativo di assassinio quando una palla di cannone per poco non lo uccise sul colpo. Mattia sospettò un tradimento, perché il colpo era così preciso e sparato da un solo cannone da lunga distanza, sintomo che chi aveva sparato sapeva perfettamente dove si sarebbe trovato il re in quel preciso momento. Accusò Jaroslav von Boskowitz und Černahora, fratello del suo capitano mercenario Tobias von Boskowitz and Černahora, il quale già si era ribellato alla sua autorità. Jaroslav venne sommariamente decapitato senza aver avuto la possibilità di difendersi. Questo fatto fu la goccia che fece traboccare il vaso e Tobias finì col tornare al servizio di Federico III e venne posto a capo della campagna dell'imperatore per recuperare i territori perduti alla morte di Mattia nel 1490. Dopo che Kaiserebersdorf venne catturata a metà del 1485 il fato di Vienna era ormai segnato.
Mattia fece fermare le sue armate ai quattro mulini di Hundsmühle e a Gumpendorf a sud di Vienna. Il re aveva portato in precedenza diciassette cannoni da assedio in Austria e con questi ordinò di bombardare costantemente la città. Nel contempo, egli ordinò la costruzione di due torri d'assedio (una delle quali venne poi incendiata dalla milizia viennese). Mattia fece la sua prima incursione a Leopoldstadt il 15 maggio,. Il popolo viennese realizzò l'imminenza dell'invasione e negoziò la resa della città interna col re ungherese. L'unica condizione fu che i privilegi dei cittadini venissero preservati oltre alla libera uscita a quanti non volessero assoggettarsi al nuovo regime. Il 1 giugno, alla testa di una colonna di soldati, Mattia entrò nel cuore di Vienna oltre le mura cittadine, in trionfo.

## Conseguenze
Nel "Manifesto di Salisburgo" Federico ordinò agli stati austriaci di rifiutare la richiesta di Mattia relativa alla convocazione di un Congresso Imperiale. Egli inoltre precisò che presto re Massimiliano I sarebbe venuto in loro aiuto. Secondo la tradizione si situerebbe qui l'origine dell'acronimo A.E.I.O.U. nella forma di un messaggio segreto per tutte le province austriache. Alla fine della campagna militare di Mattia, l'Ungheria controllava tutta l'Alta Austria e rimase tale sino alla morte del sovrano nel 1490.
Mattia privò Vienna del proprio diritto di mercato, un diritto che violava gli interessi commerciali dei paesi vicini al punto che questi erano stati costretti ad accordarsi nel Congresso di Visegrád (1335) per assicurarsi una strada che evitasse la città. La città per contro ebbe sotto il governo di Mattia lo status di città libera da imposte commerciali. Egli delegò inoltre un membro, Stephen Zápolya, al Consiglio di Vienna ma lasciò il resto delle istituzioni cittadine intatte ed in mano ai viennesi. Concesse al suo fedele il feudo di Ebenfurth e lo nominò capitano di Vienna e governatore delle province austriache incorporate all'Ungheria. Il vescovo di Pécs Zsigmond Ernuszt venne promosso vice-governatore mentre Nikolaus Kropatsch ottenne la guida degli affari militari. I capitani principali presero residenza a Vienna.